# Капелла франков
Капелла франков, также придел Богоматери Скорбящей — капелла, находящаяся справа от входа в Храм Гроба Господня, построенная в XII веке францисканцами. Около капеллы находится 10-я остановка Скорбного пути в католицизме.

## История
Наиболее значительные постройки в Храме Гроба Господнего были произведены в XII веке крестоносцами, — в 1130—1147 гг. были объединены в единый комплекс все ранее разрозненные места считающиеся связанными со смертью и воскресением Иисуса Христа. В числе прочего с южной стороны был построен в романском стиле фасад с двумя проходами и справа от них, в месте, где ранее был отдельный вход на Голгофу, была пристроена «Капелла франков». Так как из неё можно было пройти к Голгофе, средневековые паломники могли исполнить обет и получить отпущение грехов даже когда сам храм был закрыт.
В 1187 году Салах ад-Дин разбил крестоносцев в битве при Хаттине и захватил Иерусалим. В результате, количество паломников резко сократилось. Чтобы контролировать вход в храм, кирпичной кладкой был заложен правый вход в храм, а также проход из «Капеллы франков» на Голгофу.
В капелле находится могила рыцаря Филиппа д’Обинье, сопровождавшего императора Фридриха II в Иерусалим в 1229 году.

## Принадлежность
Капелла франков принадлежит католической церкви, а под ней находится православная часовня Марии Египетской.

## Архитектура
Капелла представляет собой лоджию с двумя зарешеченными окнами, к которой ведет каменная лестница. Как и сам фасад, «Капелла франков» выполнена в романском стиле, однако очевидно, что конструкция капеллы пристроена к фасаду в виде отдельного архитектурного решения, возможно выполненного позже, чем был построен сам фасад.